# Mellansysslets domsagas valkrets
Mellansysslets domsagas valkrets var i riksdagsvalen till andra kammaren 1866–1908 en egen valkrets med ett mandat. Valkretsen, som motsvarade Grums, Kils och Karlstads härader (däremot inte Karlstads stad), avskaffades vid införandet av proportionellt valsystem inför valet 1911 och uppgick i Värmlands läns östra valkrets.

## Riksdagsmän
- Lars Andersson, lmp (1867–1869)
- Carl Wikström (1870–1872)
- Erik Gustaf Eriksson (1873–1875)
- Carl Fredrik Segerlind (1876–1878)
- Edvard Dahlgren (1879–1881)
- Carl Fredrik Segerlind (1882–1884)
- Jonas Unger, lmp (1885–vårsessionen 1887)
- Carl Fredrik Segerlind (höstsessionen 1887)
- Olof Olson, gamla lmp (1888–1893)
- Anders Henrik Göthberg, AK:s c 1894, partilös 1895–1896, vilde 1897, Bondeska 1898–1899, lib s 1900–1902 (1894–1902)
- Gustaf Sandin, lib s (1903–1908)
- Nils A:son Berg, s (1909–1911)

## Valresultat

### 1896
| Andrakammarvalet i Sverige 1896: Mellansysslets domsagas valkrets | Andrakammarvalet i Sverige 1896: Mellansysslets domsagas valkrets | Andrakammarvalet i Sverige 1896: Mellansysslets domsagas valkrets | Andrakammarvalet i Sverige 1896: Mellansysslets domsagas valkrets | Andrakammarvalet i Sverige 1896: Mellansysslets domsagas valkrets | Andrakammarvalet i Sverige 1896: Mellansysslets domsagas valkrets |
| Parti                                                             | Parti                                                             | Kandidat                                                          | Röster                                                            | %                                                                 | ±                                                                 |
| ----------------------------------------------------------------- | ----------------------------------------------------------------- | ----------------------------------------------------------------- | ----------------------------------------------------------------- | ----------------------------------------------------------------- | ----------------------------------------------------------------- |
|                                                                   | Partilös frihandelsvän                                            | Anders Henrik Göthberg                                            | 674                                                               | 62,4                                                              |                                                                   |
|                                                                   | Folkpartiet                                                       | J. Olsson                                                         | 369                                                               | 34,1                                                              |                                                                   |
|                                                                   | Annat                                                             | Övriga kandidater                                                 | 38                                                                | 3,5                                                               |                                                                   |
| Valdeltagande                                                     | Valdeltagande                                                     | Valdeltagande                                                     | 1,085                                                             | 55,0                                                              |                                                                   |

- 4 röster kasserades.

### 1899
| Andrakammarvalet i Sverige 1899: Mellansysslets domsagas valkrets | Andrakammarvalet i Sverige 1899: Mellansysslets domsagas valkrets | Andrakammarvalet i Sverige 1899: Mellansysslets domsagas valkrets | Andrakammarvalet i Sverige 1899: Mellansysslets domsagas valkrets | Andrakammarvalet i Sverige 1899: Mellansysslets domsagas valkrets | Andrakammarvalet i Sverige 1899: Mellansysslets domsagas valkrets |
| Parti                                                             | Parti                                                             | Kandidat                                                          | Röster                                                            | %                                                                 | ±                                                                 |
| ----------------------------------------------------------------- | ----------------------------------------------------------------- | ----------------------------------------------------------------- | ----------------------------------------------------------------- | ----------------------------------------------------------------- | ----------------------------------------------------------------- |
|                                                                   | Liberala samlingspartiet                                          | Anders Henrik Göthberg                                            | 760                                                               | 72,2                                                              | +9,8                                                              |
|                                                                   | Folkpartiet                                                       | J. Olsson                                                         | 292                                                               | 27,8                                                              | -6,3                                                              |
| Valdeltagande                                                     | Valdeltagande                                                     | Valdeltagande                                                     | 1,052                                                             | 47,2                                                              |                                                                   |

Valet ägde rum den 27 augusti 1899. Inga röster kasserades.

### 1902
| Andrakammarvalet i Sverige 1902: Mellansysslets domsagas valkrets | Andrakammarvalet i Sverige 1902: Mellansysslets domsagas valkrets | Andrakammarvalet i Sverige 1902: Mellansysslets domsagas valkrets | Andrakammarvalet i Sverige 1902: Mellansysslets domsagas valkrets | Andrakammarvalet i Sverige 1902: Mellansysslets domsagas valkrets | Andrakammarvalet i Sverige 1902: Mellansysslets domsagas valkrets |
| Parti                                                             | Parti                                                             | Kandidat                                                          | Röster                                                            | %                                                                 | ±                                                                 |
| ----------------------------------------------------------------- | ----------------------------------------------------------------- | ----------------------------------------------------------------- | ----------------------------------------------------------------- | ----------------------------------------------------------------- | ----------------------------------------------------------------- |
|                                                                   | Liberala samlingspartiet                                          | Gustaf Sandin                                                     | 920                                                               | 70,5                                                              |                                                                   |
|                                                                   | Annat                                                             | Erik Öman                                                         | 384                                                               | 29,4                                                              |                                                                   |
|                                                                   | Annat                                                             | Övriga kandidater                                                 | 1                                                                 | 0,1                                                               |                                                                   |
| Valdeltagande                                                     | Valdeltagande                                                     | Valdeltagande                                                     | 1,309                                                             | 49,5                                                              |                                                                   |

Valet ägde rum den 21 september 1902. 4 röster kasserades.

### 1905
| Andrakammarvalet i Sverige 1905: Mellansysslets domsagas valkrets | Andrakammarvalet i Sverige 1905: Mellansysslets domsagas valkrets | Andrakammarvalet i Sverige 1905: Mellansysslets domsagas valkrets | Andrakammarvalet i Sverige 1905: Mellansysslets domsagas valkrets | Andrakammarvalet i Sverige 1905: Mellansysslets domsagas valkrets | Andrakammarvalet i Sverige 1905: Mellansysslets domsagas valkrets |
| Parti                                                             | Parti                                                             | Kandidat                                                          | Röster                                                            | %                                                                 | ±                                                                 |
| ----------------------------------------------------------------- | ----------------------------------------------------------------- | ----------------------------------------------------------------- | ----------------------------------------------------------------- | ----------------------------------------------------------------- | ----------------------------------------------------------------- |
|                                                                   | Liberala samlingspartiet                                          | Gustaf Sandin                                                     | 962                                                               | 64,4                                                              | -6,1                                                              |
|                                                                   | Partilös konservativ                                              | E. Johansson i Borgvik                                            | 531                                                               | 35,5                                                              |                                                                   |
|                                                                   | Annat                                                             | Övriga kandidater                                                 | 1                                                                 | 0,1                                                               |                                                                   |
| Valdeltagande                                                     | Valdeltagande                                                     | Valdeltagande                                                     | 1,504                                                             | 49,9                                                              |                                                                   |

Valet ägde rum den 10 september 1905. 10 röster kasserades.

### 1908
| Andrakammarvalet i Sverige 1908: Mellansysslets domsagas valkrets | Andrakammarvalet i Sverige 1908: Mellansysslets domsagas valkrets | Andrakammarvalet i Sverige 1908: Mellansysslets domsagas valkrets | Andrakammarvalet i Sverige 1908: Mellansysslets domsagas valkrets | Andrakammarvalet i Sverige 1908: Mellansysslets domsagas valkrets | Andrakammarvalet i Sverige 1908: Mellansysslets domsagas valkrets |
| Parti                                                             | Parti                                                             | Kandidat                                                          | Röster                                                            | %                                                                 | ±                                                                 |
| ----------------------------------------------------------------- | ----------------------------------------------------------------- | ----------------------------------------------------------------- | ----------------------------------------------------------------- | ----------------------------------------------------------------- | ----------------------------------------------------------------- |
|                                                                   | Socialdemokraterna                                                | Nils A:son Berg                                                   | 1,066                                                             | 38,7                                                              |                                                                   |
|                                                                   | Liberala samlingspartiet                                          | Gustaf Sandin                                                     | 972                                                               | 35,3                                                              | -29,1                                                             |
|                                                                   | Frisinnade landsföreningen                                        | Anders Henrik Göthberg                                            | 717                                                               | 26,0                                                              |                                                                   |
| Valdeltagande                                                     | Valdeltagande                                                     | Valdeltagande                                                     | 2,755                                                             | 72,8                                                              |                                                                   |

Valet ägde rum den 13 september 1908. Inga röster kasserades.